# Nhà thờ chính tòa Bayonne
Nhà thờ chính tòa Thánh Maria của Bayonne hoặc Nhà thờ chính tòa Đức Mẹ của Bayonne (tiếng Pháp: Cathédrale Sainte-Marie de Bayonne hoặc Cathédrale Notre-Dame de Bayonne; Basque: Santa Maria katedrala hoặc Andre Maria katedrala) thường được gọi đơn giản là Nhà thờ chính tòa Bayonne là một nhà thờ Công giáo Rôma nằm ở thị trấn Bayonne, Pháp. Đây là nhà thờ chính tòa của giáo phận Bayonne trước đây, nay là giáo phận Bayonne, Lescar và Oloron. Đây là công trình mang kiến trúc Gothic truyền thống.
Trước đây có một nhà thờ cũ mang kiến trúc La Mã tại vị trí nhà thờ nhưng đã bị phá hủy bởi hai trận hỏa hoạn vào năm 1258 và 1310. Việc xây dựng nhà thờ hiện nay bắt đầu vào thế kỷ 13 và được hoàn thành vào đầu thế kỷ 17 ngoại trừ hai ngọn tháp chưa hoàn thành cho đến thế kỷ 19. Cấu trúc đã được khôi phục và tân trang lại nhiều bởi Émile Boeswildwald, một học trò của Eugène Viollet-le-Duc.
Nhà thờ này là nơi lưu giữ thánh tích của Thánh Lêô, một giám mục của giáo phận Bayonne thế kỷ thứ 9 và là nhà truyền giáo của xứ Basque. Nhà thờ nằm trên Đường hành hương Santiago de Compostela ở Pháp đã được UNESCO công nhận là Di sản thế giới từ năm 1998.